# Costa Brava, Líbano
Costa Brava, Líbano (en árabe, كوستا برافا، لبنان, romanizado, Kūstā Brāfā, Lubnān) es una película dramática de coproducido internacionalmente de 2021 dirigida por Mounia Akl a partir de un guion de Akl y Clara Roquet. Está protagonizada por Nadine Labaki, Saleh Bakri, Nadia Charbel, Ceana Restom, Geana Restom, Liliane Chacar Khoury, Yumna Marwan y Francois Nour.
Tuvo su estreno mundial en el Festival Internacional de Cine de Venecia de 2021 el 5 de septiembre de 2021. Fue seleccionada como la entrada libanesa a la Mejor Película Internacional en los 94.ª Premios de la Academia. Esta película también nominada al Premio Nuevo Talento en el Festival de Cine Asiático de Hong Kong 2021.

## Sinopsis
La familia Badri escapa de la contaminación tóxica de Beirut y busca refugio en una utópica casa de montaña.

## Reparto
- Nadine Labaki como Soraya
- Saleh Bakri como Walid
- Nadia Charbel como Tala
- Ceana Restom como Brocal
- Geana Restom como Brocal
- Liliane Chacar Khoury
- Yumna Marwan
- Francois Nour

## Producción
En julio de 2021, se anunció que Nadine Labaki y Saleh Bakri se habían unido al elenco de la película, con Mounia Akl, dirigiendo un guion que escribió junto a Clara Roquet.

## Lanzamiento
Tuvo su estreno mundial en el Festival Internacional de Cine de Venecia de 2021 el 5 de septiembre de 2021. También se proyectó en el Festival Internacional de Cine de Toronto de 2021 el 11 de septiembre de 2021. En TIFF, ganó el Premio NETPAC. Proyectada en el 18.ª Festival de Cine Europeo de Sevilla (SEFF) el 7 de noviembre de 2021, la película ganó el Gran Premio del Jurado del festival ex aequo con Onoda – 10.000 noches en la jungla.